# 기경량
기경량(奇庚良, 1978년 5월 11일~)은 대한민국의 역사학자이다. 서울대학교에서 수학했으며 주요 연구 분야는 고구려사이다.

## 경력
경기도 부천시 출신으로 인하대학교 사학과를 졸업한 후 서울대학교 대학원에 진학하여 노태돈과 송기호 밑에서 수학했다. 2010년에 석사, 2017년에 박사 학위를 취득했다.
가천대학교, 강원대학교, 서울대학교 강사로 활동했고 현재 가톨릭대학교 조교수로 활동하고 있다. 주로 고구려를 중심으로 연구 활동을 하고 있으나 역사 대중화 및 유사역사학에 대한 관심을 가지며 해당 분야에 대한 저술을 집필했다.

## 저술

### 저서
- 《한국고대사와 사이비역사학》(2017, 공저)
- 《욕망 너머의 한국 고대사 : 왜곡과 날조로 뒤엉킨 사이비역사학의 욕망을 파헤치다》(2018, 공저)
- 《동북아 정세와 고구려 역사문화》(2020, 공저)
- 《한국고대사를 바라보는 다양한 시선 : 송기호 교수 정년기념논총》(2021, 공저)
- 《만인만색 역사공작단》(2021, 공저)
- 《가야사의 오해와 편견 1》(2022, 공저)
- 《신라는 정말 삼국을 통일했을까 - 삼국통일'을 둘러싼 해석과 논쟁》(2023, 공저)

### 논문
- 석사 학위논문 〈고구려 국내성 시기의 왕릉과 수묘제〉(2010)
- 박사 학위논문 〈고구려 왕도 연구〉(2017)
- 〈扶餘 宮南池 출토 목간의 새로운 판독과 이해〉, 《목간과 문자》13(2014)
- 〈집안고구려비의 성격과 고구려의 수묘제 개편〉, 《한국고대사연구》75(2014)
- 〈4세기 고구려‘南道·北道’의 실체와 그 성격〉, 《한국문화》73(2016)
- 〈사이비 역사학과 역사 파시즘〉, 《역사비평》114(2016)
- 〈집안 지역 출토 고구려 권운문 와당 명문의 판독과 유형〉, 《고구려발해연구》56(2016)
- 〈한국 고대사에서 왕도(王都)와 도성(都城)의 개념〉, 《역사와 현실》104(2017)
- 〈평양성 출토 고구려 刻字城石의 판독 및 위치 재검토〉, 《사학연구》127(2017)
- 〈최근 한국 상고사 논쟁의 현황과 문제점〉, 《청람사학》26(2017)
- 〈고구려 평양 장안성 출토 각자성석(刻字城石)의 축성 구간 검증〉, 《역사와 현실》110(2018)
- 〈환도성·국내성의 성격과 집안 지역 왕도 공간의 구성〉, 《사학연구》129(2018)
- 〈고구려 평양 장안성의 외성 내 격자형 구획과 도시 형태에 대한 신검토〉, 《고구려발해연구》60(2018)
- 〈‘일통삼한 의식’과 표상으로서의 ‘삼한’〉, 《역사비평》128(2019)
- 〈고구려 평양 장안성 중성ㆍ내성의 성격과 축조의 배경〉, 《고구려발해연구》64(2019)
- 〈고구려 왕도·도성의 공간과 경관〉, 《한국상고사학회 학술발표회 논문집》(2019)
- 〈광개토왕비문의 新判讀과 해석〉, 《고구려발해연구》68(2020)
- 〈광개토왕비 辛卯年條 ‘來渡海破’ 판독의 문제와 그 함의〉, 《고구려발해연구》73(2022)
- 〈高句麗의 庚子年(400) 遠征의 실상과 加耶 諸國의 대응〉, 《한국고대사연구》109(2023)
- 〈평양 안학궁 유적의 축조 시기와 성격 문제 재론〉, 《한국학연구》68(2023)
- 〈국내성 시기 왕릉 조영지의 변화와 그 정치적 배경〉, 한국고고학전국대회 발표문(2023)
- 〈고구려 초기 왕도 졸본의 경관과 권역 구분〉, 《고구려발해연구》78(2024)
- 〈집안 출토 고구려 기와 문자 검토〉, 《동국사학》79(2024)
- 〈한국 사이비역사학의 계보와 학문 권력에의 욕망〉, 《역사비평》147(2024)
- 〈역사 창작물의 왜곡 논란과 역사학의 역할 : 드라마 <조선구마사> 사태의 경험을 바탕으로〉, 《인문학연구》62(2025)